# Trifolium patens
Trifolium patens — вид рослин з родини бобові (Fabaceae), поширений у південній і середній Європі, західній Азії, північному Єгипті.

## Опис
Однорічна рослина, рідко волосата. стебла стрункі, прямостійні або висхідні, висотою 20–50 см, погано розгалужені. Насіння яйцеподібне або еліпсоїдне, неплоске або лише дуже незначно, 1–1.3 × 0.8–1 мм; поверхня гладка, середньо-блискуча, жовта або блідо-коричнева (старе насіння). 2n = 14.

## Поширення
Поширений у південній і середній Європі (Австрія, Бельгія, колишня Чехословаччина, Угорщина, Польща, Швейцарія, Албанія, Болгарія, колишня Югославія, Греція (включаючи Крит), Італія, Румунія, Молдова, Україна, Франція (включаючи Корсику), пн. Іспанія), західній Азії (Ізраїль, Сирія, Туреччина), північному Єгипті.
Росте на луках і вологих луках теплих районів.